# Morris Trachsler
Morris Trachsler (Zurigo, 15 luglio 1984) è un hockeista su ghiaccio svizzero.

## Palmarès

### Mondiali
- 1 medaglia:
  - 1 argento (Svezia/Finlandia 2013)